# 初花肩衝
初花肩衝是在日本與楢柴肩衝、新田肩衝一同被喻為「天下三肩衝」的茶器之一，為德川將軍家傳的陶製茶入，乃是自古以來便列為「大名物」的知名茶入，據推測是中國南宋或元朝時所製作，後來在日本戰國時代時傳入日本。其名字是由足利義政命名，而重要文化財指定名稱則是唐物肩衝茶入 銘初花（からものかたつきちゃいれ めいはつはな）。

## 簡介
陶製，高8.8cm。「肩衝」是一種「肩部」水平外張的茶入。從肩部到底部所塗上之茶褐色釉彩的流動，描繪著景色。

## 沿革

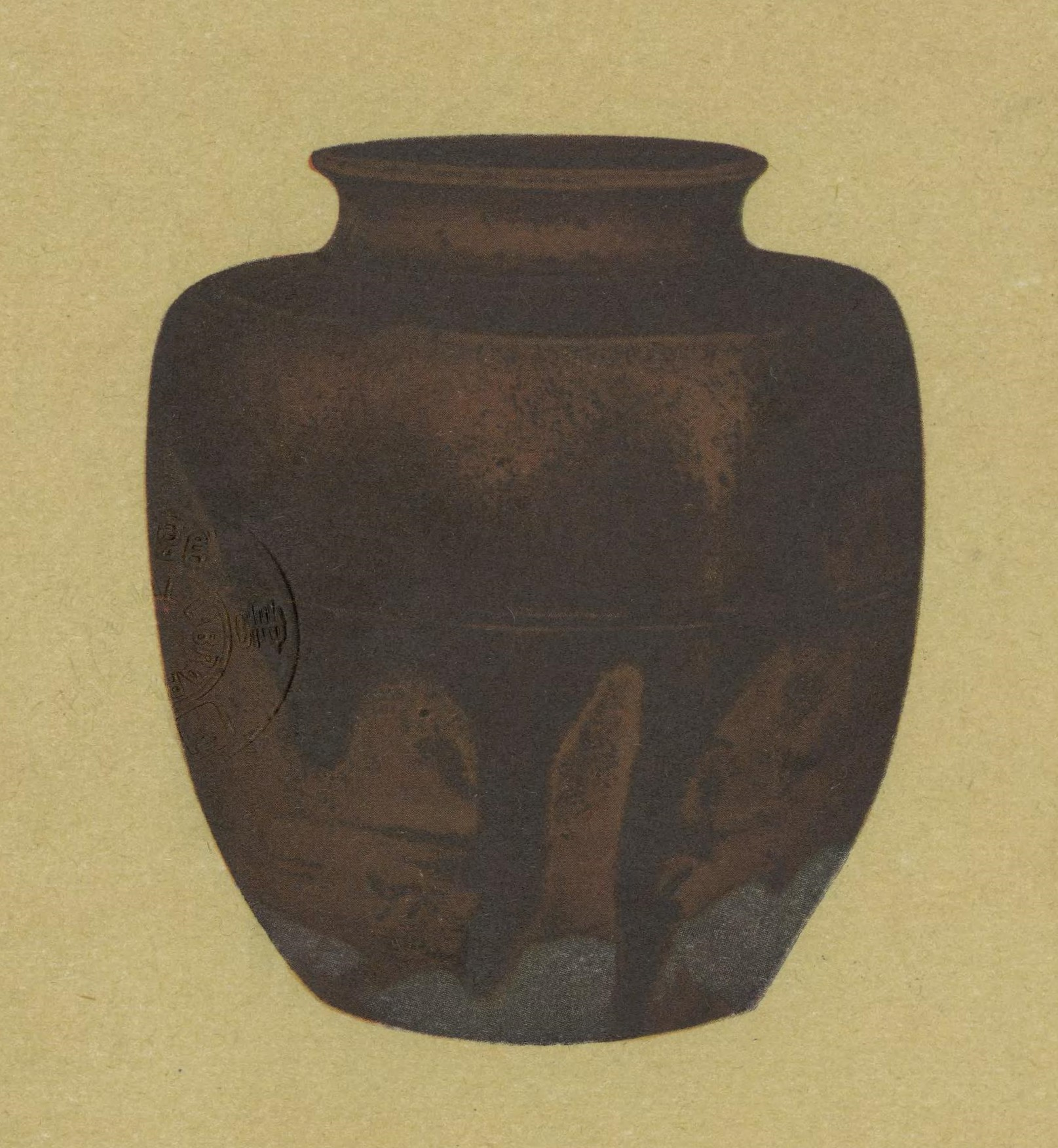
初花肩衝

據說在傳入日本以前初花是楊貴妃的油壺。在足利義政之後初花肩衝為村田珠光的門人鳥居引拙所有，之後經大文字屋疋田宗觀後變成織田信長的收藏。天正五年（1577年），信長為慶祝嫡男信忠昇為三位中将且作為繼任家督之證明而將初花與其他十種茶道具賜給他，但天正十年（1582年）隨著本能寺之變而流落民間。之後具體經過不明，但總之初花落到了松平親宅的手上。
在那之後，松平親宅將初花獻給德川家康，而天正十一年（1583年）家康為慶祝賤岳之戰的勝利而將之送給了豐臣秀吉。這件事在千宗易寫給島井宗室的信上有記載。而得到了初花的秀吉從大阪城最初的茶會開始，在數次的茶會上以此為飾。秀吉將使用初花這件事展現給世人所知之舉動，也有向周遭的人宣告自己是織田政權的繼承者的想法在裡面権。天正十五年（1587年），隨著九州征伐，楢柴肩衝也從秋月種實手上轉到秀吉手上，天下三肩衝至此齊聚在秀吉之下。
秀吉在臨終時將初花遺留給宇喜多秀家，而秀家在關原之戰戰敗後，初花肩衝又再次為家康所有。後來由於家康之孫松平忠直（結城秀康之子）於大坂之役立下戰功，便將初花賞賜給他（但亦有松平忠直對於不是賞賜領地感到不滿而將初花打碎的說法，不過由於初花肩衝仍存在所以被認為是編造的故事），而在忠直改易時初花又回到了將軍家（初花在忠直死亡後下落不明，直到元祿十一年（1689年）松平備中守獻上在原越前家的初花）。
現在初花肩衝被指定為日本重要文化財，由東京德川紀念財團所保管。

## 其他
松平忠昌所打碎的茶壺在修復之後，以「初花之茶壺」之名由福井市愛宕坂茶道美術館保管，有時候與「初花之茶入」（即初花肩衝）混淆。

## 外部連結
- 福岡市博物館　Facata（博物館だより）　所蔵品紹介63　千宗易（利休）書状